# 留賛
留 賛（りゅう さん、183年 - 255年）は、中国後漢末期から三国時代の呉にかけての武将。字は正明。揚州会稽郡長山県の人。子は留略・留平。『三国志』呉書孫峻伝に注引く韋昭の呉書に伝記がある。

## 経歴
若い頃に郡の役人となり、黄巾賊の首領の呉桓を自ら討ち取ったが、負傷して足が不自由になった。激しい気性の持ち主で、兵法書や歴史書を読むことを好んだが、先人達の姿に気持ちが逸り、家族の反対を押し切って足の筋を切ることを決めた。激痛のあまり気絶したが、家族がその間に足を引き伸ばしたため、傷が癒えた後には、びっこは引いても歩けるようになった。
このことを聞いた凌統は、留賛を孫権に推薦した。留賛は官職に就き何度か戦功を挙げ、屯騎校尉となった。留賛が直言し主君の言に憚らないため、孫権は憚った。
建興元年（252年）、東関の役が勃発すると諸葛恪・丁奉・呂拠・朱異らと共に、東興で魏の胡遵・諸葛誕を大いに破り、桓嘉・韓綜らを斬った（東興の戦い）。この功績で左将軍となった。
留賛は部将として敵と戦う時、髪を振り乱して大きな叫び声を上げ、側に仕える者達と大声で歌を歌ってから戦った。そして、敵に必ず勝利したという。
五鳳2年（255年）、寿春の毌丘倹の反乱に乗じて、孫峻の指揮下で魏に攻め入った。孫峻から節と左護軍を授けられての出陣であったが、陣中で病に倒れた。孫峻に輜重を率いて撤退することを命じられたが、帰還途中に諸葛誕の部将蔣班の追撃を受けた。この時、留賛は病気のため歌うことができないどころか、陣立てすら儘ならないほど重態であった。このため留賛は自分の敗北を悟り、身内の若者に将軍を示す曲蓋と印綬を与え、剣で脅し無理矢理逃亡させた。自らは敵の追撃で将軍の孫楞や蔣脩らと共に戦死した（毌丘倹・文欽の乱）。73歳であった。人々はみな留賛の戦死を大いに悼み惜しんだという。

## 道教の神になる
陶弘景が著した『真霊位業図』には、歴史上の人物が道教の神やそれに仕える役人として記載されており、その中に留賛は「主南門鑰司馬」として神格化された。